# Championnat d'Italie de rugby à XV de 2e division 2012-2013
Navigation
Série A 2011-2012 Série A 2013-2014
Le Championnat d'Italie de rugby à XV de 2e division 2012-2013 voit s'affronter 24 équipes en 2 groupes parmi lesquelles une sera promue en Eccellenza et deux seront reléguées en Série B.

## Saison régulière

### Série A1
| Rubano Ravenne Florence Plaisance Udine Brescia Recco Modène Tirrenia Vérone San Gregorio di Catania Rome |

| Équipe                  | Stade                         | Capacité | Ville                   |
| ----------------------- | ----------------------------- | -------- | ----------------------- |
| Rubano Rugby            | Impianto sportivo             |          | Rubano                  |
| Romagna RFC             | Campo via Montefiore          |          | Ravenne                 |
| Aeroporto Firenze Rugby | Impianto polivalente Padovani |          | Florence                |
| ASD Rugby Lyons         | Campo Walter Beltrametti      |          | Plaisance               |
| ASD Rugby Udine 1928    | Rugby Stadium O. Gerli        |          | Udine                   |
| R. Banco di Brescia     | Campo Aldo Invernici          |          | Brescia                 |
| Pro Recco Rugby         | Campo Carlo Androne           |          | Recco                   |
| Donelli Modena Rugby    | Stadio Comunale Collegarola   |          | Modène                  |
| A. Nazionale Tirrenia   | Stadio Carlo Montano          |          | Tirrenia                |
| F. & M. CUS Verona      | Campo Gavagnin - Nocini       |          | Vérone                  |
| San Gregorio Catania    | Stade Monti-Rossi             | 2 000    | San Gregorio di Catania |
| Unione R. Capitolina    | Campo dell'Unione             |          | Rome                    |

### Classement de la phase régulière
| Rang | Club                     | J  | V  | N | D  | Bo | Bd | Pm  | Pe  | Diff | Pts |
| ---- | ------------------------ | -- | -- | - | -- | -- | -- | --- | --- | ---- | --- |
| 1    | Pro Recco Rugby          | 20 | 16 | 1 | 3  | 12 | 0  | 534 | 311 | +223 | 78  |
| 2    | ASD Rugby Lyons          | 20 | 16 | 0 | 4  | 13 | 0  | 584 | 243 | +341 | 77  |
| 3    | Unione R. Capitolina (P) | 20 | 16 | 1 | 3  | 11 | 0  | 602 | 268 | +334 | 77  |
| 4    | F. & M. CUS Verona       | 20 | 13 | 0 | 7  | 13 | 0  | 467 | 319 | +148 | 65  |
| 5    | A. Nazionale Tirrenia    | 20 | 10 | 3 | 7  | 12 | 0  | 503 | 343 | +160 | 58  |
| 6    | ASD Rugby Udine 1928     | 20 | 12 | 0 | 8  | 9  | 0  | 458 | 322 | +136 | 57  |
| 7    | Rubano Rugby (P)         | 20 | 7  | 1 | 12 | 6  | 0  | 347 | 382 | -35  | 36  |
| 8    | Aeroporto Firenze Rugby  | 20 | 7  | 0 | 13 | 5  | 0  | 290 | 563 | -273 | 33  |
| 9    | R. Banco di Brescia      | 20 | 5  | 0 | 15 | 8  | 0  | 291 | 524 | -233 | 28  |
| 10   | Romagna RFC (P)          | 20 | 4  | 0 | 16 | 10 | 0  | 345 | 580 | -235 | 26  |
| 11   | Donelli Modena Rugby     | 20 | 1  | 0 | 19 | 1  | 0  | 153 | 719 | -566 | 5   |
| 12   | San Gregorio (R)         | 0  | 0  | 0 | 0  | 0  | 0  | 0   | 0   | 0    | 0¹  |

¹San Gregorio est exclu du championnat et condamné à une amende de 4 000 € par la Commission Sportive de la Fédération.
|  | Qualifiés pour les demi-finales (no 1, no 2, no 3). |
|  | Play-off relégation (no 11).                        |
|  | Relégué en Série B (no 12)                          |
|  | P : promu Série A2 2012 • R : relégué 2012          |

### Série A2
| Turin Parme Capoterra Badia Alghero Catane San Pietro Avezzano Paese Vicence Colorno Padoue |

| Équipe                     | Stade                                  | Capacité | Ville      |
| -------------------------- | -------------------------------------- | -------- | ---------- |
| CUS Torino Rugby           | Campo Carlo Guglielmino                |          | Grugliasco |
| Amatori Parma Rugby        | Complesso Sportivo Cortile San Martino |          | Parme      |
| CUS Padova ASD             |                                        |          | Padoue     |
| Amatori R. Capoterra       | Campo Comunale                         |          | Capoterra  |
| Zhermack Badia             | Impianti sportivi comunali             |          | Badia      |
| Novaco Alghero             | Campo Maria Pia                        |          | Alghero    |
| Rugby Colorno FC           |                                        |          | Colorno    |
| S. Margherita Valpolicella | Campo Comunale                         |          | San Pietro |
| A. Avezzano Rugby          | Campo via Gladioli                     |          | Avezzano   |
| Gruppo Padana Paese        | Stadio Gianni Visentin                 |          | Paese      |
| Rangers Rugby Vicenza      |                                        |          | Vicence    |
| Amatori Catania            | Stadio Santa Maria Goretti             |          | Catane     |

### Classement de la phase régulière
| Rang | Club                      | J  | V  | N | D  | Bo | Bd | Pm  | Pe  | Diff | Pts |
| ---- | ------------------------- | -- | -- | - | -- | -- | -- | --- | --- | ---- | --- |
| 1    | S. Margherita             | 22 | 19 | 0 | 3  | 9  | 0  | 624 | 347 | +277 | 85  |
| 2    | Rugby Colorno FC (P)      | 22 | 17 | 2 | 3  | 11 | 0  | 505 | 292 | +213 | 83  |
| 3    | Rangers Rugby Vicenza (P) | 22 | 13 | 1 | 8  | 12 | 0  | 576 | 360 | +216 | 66  |
| 4    | Amatori R. Capoterra      | 22 | 11 | 0 | 11 | 13 | 0  | 598 | 424 | +174 | 57  |
| 5    | Novaco Alghero            | 22 | 15 | 0 | 7  | 5  | 0  | 478 | 480 | -2   | 57¹ |
| 6    | Gruppo Padana Paese       | 22 | 12 | 0 | 10 | 8  | 0  | 467 | 468 | -1   | 56  |
| 7    | CUS Torino Rugby (P)      | 22 | 10 | 2 | 10 | 9  | 0  | 442 | 389 | +53  | 53  |
| 8    | Amatori Catania           | 22 | 8  | 1 | 13 | 10 | 0  | 408 | 542 | -134 | 44  |
| 9    | Zhermack Badia (P)        | 22 | 9  | 0 | 13 | 7  | 0  | 486 | 512 | -26  | 43¹ |
| 10   | CUS Padova ASD (P)        | 22 | 7  | 0 | 15 | 10 | 0  | 405 | 527 | -122 | 38  |
| 11   | Amatori Parma Rugby (P)   | 22 | 5  | 0 | 17 | 4  | 0  | 320 | 535 | -215 | 24  |
| 12   | A. Avezzano Rugby         | 22 | 3  | 0 | 19 | 4  | 0  | 317 | 750 | -433 | 16  |

¹Novaco Alghero a été sanctionné de 8 points de pénalité pour ne pas avoir engagé d'équipe en championnat des moins de 14 et 16 ans et Zhermark Badia de 4 points par la Commission Sportive de la Fédération.
|  | Qualifiés pour les demi-finales (no 1). |
|  | Play-off relégation (no 10).            |
|  | Relégués en Série B (no 11, no 12).     |
|  | P : promu Série B 2012                  |

## Play-off promotion

### Demi-finales
| 19 mai 2013 15 h 30 | S. Margherita (1e Série A2) | 23 - 17 (10 - 3) | Pro Recco Rugby (1e Série A1) | Arbitre : Vivarini |
| 19 mai 2013 15 h 30 |                             |                  |                               | Arbitre : Vivarini |
| 19 mai 2013 15 h 30 |                             |                  |                               | Arbitre : Vivarini |

| 26 mai 2013 | Pro Recco Rugby (1e Série A1) | 21 - 0 (9 - 0) | S. Margherita (1e Série A2) | Arbitre : Passacantando |
| 26 mai 2013 |                               |                |                             | Arbitre : Passacantando |
| 26 mai 2013 |                               |                |                             | Arbitre : Passacantando |

| 19 mai 2013 | Unione R. Capitolina (3e Série A1) | 40 - 11 (20 - 3) | ASD Rugby Lyons (2e Série A1) | Arbitre : Bertelli |
| 19 mai 2013 |                                    |                  |                               | Arbitre : Bertelli |
| 19 mai 2013 |                                    |                  |                               | Arbitre : Bertelli |

| 26 mai 2013 | ASD Rugby Lyons (2e Série A1) | 26 - 37 (7 - 18) | Unione R. Capitolina (3e Série A1) | Arbitre : Spadoni |
| 26 mai 2013 |                               |                  |                                    | Arbitre : Spadoni |
| 26 mai 2013 |                               |                  |                                    | Arbitre : Spadoni |

### Finale
| 2 juin 2013 | Pro Recco Rugby | 16 - 29 (13 - 16) | Unione R. Capitolina | Stade communal San Michele, Calvisano 3,000 spectateurs Arbitre : S. Marrama |
| 2 juin 2013 |                 |                   |                      | Stade communal San Michele, Calvisano 3,000 spectateurs Arbitre : S. Marrama |
| 2 juin 2013 |                 |                   |                      | Stade communal San Michele, Calvisano 3,000 spectateurs Arbitre : S. Marrama |

## Play-off relégation
| 19 mai 2013 | CUS Padova ASD (10e Série A2) | 33 - 21 (13 - 14) | Donelli Modena (11e Série A1) | Arbitre : Mancini |
| 19 mai 2013 |                               |                   |                               | Arbitre : Mancini |
| 19 mai 2013 |                               |                   |                               | Arbitre : Mancini |

| 26 mai 2013 | Donelli Modena (11e Série A1) | 28 - 16 (20 - 3) | CUS Padova ASD (10e Série A2) | Arbitre : Traversi |
| 26 mai 2013 |                               |                  |                               | Arbitre : Traversi |
| 26 mai 2013 |                               |                  |                               | Arbitre : Traversi |

Donelli Modena Rugby se maintient à la différence de points marqués.